# Чімтарга
Чімтарга — найвища вершина південно-західної частини гірської системи Паміро-Алай, що має назву Фанські гори. 
Висота над рівнем моря становить 5487 м.